# Killection
Killection es el décimo álbum de estudio de la banda de hard rock finlandés Lordi, con fecha de publicación el 31 de enero de 2020. Para promocionar el disco se estableció el «Killectour», el cual comenzó en febrero de 2020. 

## Grabación
La grabación del álbum empezó en 2019 en los estudios Finnvox, ubicados en Helsinki, Finlandia. Además parte de las canciones se grabaron en más estudios, como el Musiikkitalo Tornio y en estudios de Tampere.

## Lista de canciones
| N.º   | Título                             | Letras                      | Música                        | Duración |  |
| 1.    | «Radio SCG 10»                     | Mr Lordi, Tracy Lipp        | Mr Lordi                      | 1:25     |  |
| 2.    | «Horror For Hire»                  | Mr Lordi, Tracy Lipp        | Mr Lordi                      | 3:22     |  |
| 3.    | «Shake The Baby Silent»            | Mr Lordi, Tracy Lipp        | Mr Lordi, Hella               | 3:36     |  |
| 4.    | «Like A Bee To The Honey»          | Paul Stanley, Jean Beauvoir | Paul Stanley, Jean Beauvoir   | 4:13     |  |
| 5.    | «Apollyon»                         | Mr Lordi, Tracy Lipp        | Mr Lordi                      | 5:11     |  |
| 6.    | «SCG10 The Last Hour»              | Mr Lordi, Tracy Lipp        | Mr Lordi                      | 1:31     |  |
| 7.    | «Blow My Fuse»                     | Mr Lordi, Tracy Lipp        | Mr Lordi                      | 3:31     |  |
| 8.    | «I Dug A Hole In The Yard For You» | Mr Lordi, Tracy Lipp        | Mr Lordi                      | 4:11     |  |
| 9.    | «Zombimbo»                         | Mr Lordi, Tracy Lipp        | Mr Lordi                      | 4:53     |  |
| 10.   | «Up To No Good»                    | Mr Lordi, Tracy Lipp        | Mr Lordi                      | 3:58     |  |
| 11.   | «SCG10 Demonic Semitones»          | Mr Lordi, Tracy Lipp        | Mr Lordi                      | 1:20     |  |
| 12.   | «Cutterfly»                        | Mr Lordi, Tracy Lipp        | Mr Lordi                      | 4:20     |  |
| 13.   | «Evil»                             | Mr Lordi, Tracy Lipp        | Mr Lordi                      | 4:34     |  |
| 14.   | «Scream Demon»                     | Mr Lordi, Tracy Lipp        | Mr Lordi, Amen, Jean Beauvoir | 4:38     |  |
| 15.   | «Carnivore (bonus track)»          | Mr Lordi, Tracy Lipp        | Mr Lordi                      | 3:26     |  |
| 16.   | «SCG10 I Am Here»                  | Mr Lordi, Tracy Lipp        | Mr Lordi                      | 1:51     |  |
| 49:52 |                                    |                             |                               |          |  |

## Créditos
- Mr. Lordi - Vocalista
- Amen - Guitarrista
- Hiisi - Bajista
- Hella - Teclista
- Mana - Batería

## Posicionamiento
| Año  | Listas             | Semana | Posición |
| ---- | ------------------ | ------ | -------- |
| 2020 | Finlandia (Top 50) | 6      | 8        |
| 2020 | Alemania (Top 100) | 6      | 13       |
| 2020 | Suiza (Top 100)    | 6      | 24       |
| 2020 | Hungría (Top 40)   | 6      | 28       |